# Золота медаль ім. Вальдемара Поульсена
Золота медаль імені Вальдемара Поульсена (англ. The Valdemar Poulsen Gold Medal), що названа на честь першопрохідця радіомовлення Вальдемара Поульсена, щороку її присуджують за видатні дослідження в галузі радіотехніки та суміжних галузей Данською академією технічних наук.
Нагороду вручали 23 листопада — у річницю від дня народження Поульсена. Медаль припинили вручати у 1993 році.

## Лауреати
- 1939: Вальдемар Поульсен[2]
- 1946: Роберт Ватсон-Ватт[2][3]
- 1947: Ернест Александрсон[4]
- 1948: Едвард Віктор Епплтон[5]
- 1953: Балтазар ван дер Пол[6]
- 1956: Гаральд Фріс[en][7]
- 1958: Хідецугу Ягі[en][8]
- 1960: Чарльз Ґінзбурґ[9]
- 1963: Джон Пірс[10]
- 1969: Джей Форрестер[11]
- 1973: Джон Баттіскомб Ґанн[10]
- 1976: Ендрю Бобек[en][11]